# Келлер, Дин Галлоуэй
Дин Галлоуэй Келлер (англ. Deane Galloway Keller; 1 августа 1940 — 4 января 2005) — профессор Лаймской художественной академии, художник, внук американского социолога Альберта Келлера и сын американского художника Дина Келлера.

## Биография
Профессиональное образование получил в Йельском университете, где учился у своего отца Дина Келлера (бакалавр искусств) и в Университете Сент-Джозефа (магистр искусств). Кроме того, учился во Флоренции в Италии и в Эррон-школе искусств и дизайна Университета штата Индиана в Индианаполисе.
Профессор, заведующий кафедрой классического рисунка Лаймской художественной академии, так же как приглашенный профессор преподавал в Нью-Йоркской академии искусств, в Лиге студентов-художников Нью-Йорка, в Хартфордской художественной школе (Университет Хартфорда), читал лекции в Йельском центре британского искусства, в Гарвардской высшей школе дизайна (Гарвардский университет).

## Книги
- Изобразительное искусство рисования
- Традиции академического рисунка
- Руководство чертежника